# Johannes Laube
Johannes Laube (* 26. Februar 1937 in Seligenstadt; † 15. August 2012) war ein deutscher Japanologe, Religionswissenschaftler und Buddhismusforscher. Als Professor lehrte er an der Ludwig-Maximilians-Universität München.

## Leben
Johannes Laube studierte ab 1956 Philosophie (Lic. phil. 1961), Religionswissenschaft, sowie evangelische und katholische Theologie (Lic. theol. 1968). Im Anschluss daran folgten Studien der Japanologie und der Sinologie (Promotion zum Doktor der Philosophie 1976). Bis er im Jahr 1981 in Marburg die Lehrberechtigung für das Fach Japanologie erhielt, lehrte er zunächst katholische Religionslehre an mehreren hessischen Gymnasien. Gleichzeitig erfüllte er Lehraufträge sowohl für Religionswissenschaft als auch für Religion und Philosophie Japans an den Universitäten Freiburg, Paderborn und Marburg.
1987 wurde er zum Professor für Religion und Philosophie des modernen Japan an die Ludwig-Maximilians-Universität München berufen, wo er bis zu seiner Emeritierung im Jahr 2002 wirkte und sich maßgeblich am Aufbau des Münchner Zentrums für Buddhismusforschung beteiligte. Ferner lehrte er an der Hochschule für Philosophie München.
1995 wurde Laube in das Kuratorium des Instituts für Kultur- und Geistesgeschichte Asiens der Österreichischen Akademie der Wissenschaften, 2000 in die Europäische Akademie der Wissenschaften und Künste aufgenommen.

## Forschung
Johannes Laube forschte in erster Linie zu den Religionen und Ethiken Ostasiens, insbesondere dem Daoismus, dem Buddhismus, dem Konfuzianismus, aber auch den japanischen Neureligionen. Auf dem Gebiet der Philosophie beschäftigte er sich vor allem mit der Kyōto-Schule. Einen weiteren Forschungsschwerpunkt bildete die Geschichte des Buddhismus.
Als Übersetzer übertrug er Tanabe Hajimes Zangedō toshite no tetsugaku ins Deutsche.

## Schriften (Auswahl)
Als Autor
- Dialektik der absoluten Vermittlung. Hajime Tanabes Religionsphilosophie als Beitrag zum "Wettstreit der Liebe" zwischen Buddhismus und Christentum. Herder, Freiburg 1984, ISBN 3-451-19634-4.
- Tanabe Hajimes "Philosophie als Metanoetik" – eine "Negative Theologie"? – Einführung und Übersetzung. Erster Teil. In: Japonica Humboldtiana. Band 12, 2008, S. 151–210 (PDF-Datei).
- Tanabe Hajimes Philosophie als Metanoetik – Übersetzung und Kommentierung. Zweiter Teil. In: Japonica Humboldtiana. Band 13, 2009, S. 163–195 (PDF-Datei).

Als Herausgeber
- (Mit Inoue Nobutaka) Neureligionen: Stand ihrer Erforschung in Japan. Ein Handbuch. Harrassowitz, Wiesbaden 1996, ISBN 3-447-03508-0.
- Das Böse in den Weltreligionen. Wissenschaftliche Buchgesellschaft, Darmstadt 2003, ISBN 3-534-14985-8.